# Кобилянський Володимир Іванович
Володи́мир Іва́нович Кобиля́нський — підполковник Збройних сил України, учасник російсько-української війни, що відзначився під час російського вторгнення в Україну в 2022 році, командир парашутно-десантного окремого батальйону, учасник бойових дій в зоні АТО, важко поранений в 2014 році.

## Нагороди
- орден «Богдана Хмельницького» III ступеня (2022) — за особисту мужність і самовіддані дії, виявлені у захисті державного суверенітету та територіальної цілісності України, вірність військовій присязі.[1]